# طاجيكستان
طاجيكستان أو طَجِكِستان (بالطاجيكية: Тоҷикистон)، رسميًا جمهورية طاجيكستان (بالطاجيكية: Ҷумҳурии Тоҷикистон) دولة جبلية ذات سيادة كاملة، ومن الدول الحبيسة في آسيا الوسطى وكذلك تعد طاجيكستان واحدة من الدول التي تنتهي بكلمة ستان كأغلب دول آسيا الوسطى وكانت واحدة من دول الاتحاد السوفيتي كحال غيرها من الدول في آسيا الوسطى وأوروبا الشرقية ولدى طاجيكستان العديد من الأراضي المطوقة التابعة لها في دولتي أوزبكستان وقيرغيزستان وأراضي مطوقة أخرى لأوزبكستان وقيرغيزستان داخلها ويعود السبب إلى الرئيس الشيوعي جوزيف ستالين وعاصمتها هي دوشنبه وعملتها الساماني الطاجيكي.
يقدر سكانها بنحو 8 ملايين نسمة في عام 2013، وهي الدولة الـ 98 في العالم من حيث عدد السكان وتبلغ مساحتها 143,100 كم²، وهي الدولة الـ 96 في العالم من حيث المساحة. تحدها أفغانستان جنوبًا و أوزبكستان غربًا وقيرغيزستان شمالًا، والصين شرقًا.
وكانت الأراضي التي تشكل الآن طاجيكستان سبق موطن لعدد من الحضارات القديمة، بما في ذلك مدينة من العصر الحجري الحديث والعصر البرونزي، وكان في وقت لاحق إلى منزل ممالك يحكمها أتباع الديانات والثقافات المختلفة، بما في ذلك الحضارة أوكسوس، البوذية، المسيحية النسطورية والزرادشتية، والمانوية. وقد حكمت المنطقة من قبل العديد من الامبراطوريات والسلالات، بما في ذلك الإمبراطورية الأخمينية، السامانيون، الإمبراطورية المغولية، الدولة التيمورية والإمبراطورية الروسية. كما أصبحت نتيجة لتفكك الاتحاد السوفيتي طاجيكستان دولة مستقلة وفي 1991. وقعت حربًا أهلية على الفور تقريبًا بعد الاستقلال التي استمرت 1992-1997 لكن منذ نهاية الحرب، أدى نشوء استقرار سياسي حديث جنبا الى جنب مع المساعدات الدولية والمنح الى بداية تقدم واستقرار اقتصادي
الطاجيك بهذا المصطلح شعب معروف في التاريخ الإسلامي من الشعوب الآرية "أخوة الفرس والكرد والأفغان " يسكن هذه البقاع نفسها ولقد ذكرهم عدد كبير من المؤرخين، ووصفهم بالقوة والبأس الشديد، الرحالة ابن بطوطة عند زيارته لمدينة بدخشان وما جاورها.
طاجيكستان جمهورية رئاسية تتكون من أربع مقاطعات. معظم طاجيكستان 8 ملايين شخص ينتمون إلى جماعة عرقية الطاجيك، الذين يتحدثون الطاجيكية الآرية، وهي لغة شقيقة الدرية والفارسية والكردية، على الرغم من أن العديد من الناس أيضًا يتكلمون الروسية. وتغطي الجبال أكثر من 90% من مساحة البلاد. لديها اقتصاد انتقالي يعتمد على الألومنيوم والقطن واقتصادها يحتل ترتيب 126 في العالم من حيث القوة الشرائية و 136 من حيث الناتج المحلي الإجمالي الإسمي.

## أصل التسمية
طاجكستان أي «أرض الطاجيك» - و«طاجيك» تعريب حديث لـ«تاجيك» في ألسنة المنطقة - واستخدم الأتراك في العصور الوسطى كلمة «تاجيك» ليشيروا إلى الشعوب الناطقة باللغات الفارسية. وابتداءً من القرن الحادي عشر الميلادي، أشارت الكلمة إلى الشعوب الفارسية الشرقية، وأصبحت بحلول القرن الخامس عشر الميلادي تشير إلى الناطقين بالفارسية. في العصور الوسطى، ظهرت كلمة «تاجيك» في الكتابات الفارسية كمرادف لـ«فارسي».
وكتحديد للهوية الذاتية، لم تكن كلمة «تاجيك» مقبولة حتّى أواخر القرن العشرين، ومسببة قوية لذلك كانت الإدارة السوفييتية في وسط آسيا التي سمّيت المنطقة (الروسية: Таджикистан). ولا تشير الكلمة إلى هوية عرقية بمفهومها الضيق، بل تظل تصنيفاً لعامّة القوميات الناطقة بالفارسية في وسط آسيا.
كما قيل ان طاجيكستان تعني «دولة صاحب التاج» وهو إسماعيل الساماني الذي له تمثال على رأسه تاج من الذهب في قلب العاصمة دوشنبه (والتي تعني باللغة الفارسية مدينة «يوم الاثنين » نسبة لسوق كان يقام في ذاك اليوم).

## التاريخ

### التاريخ المبكر

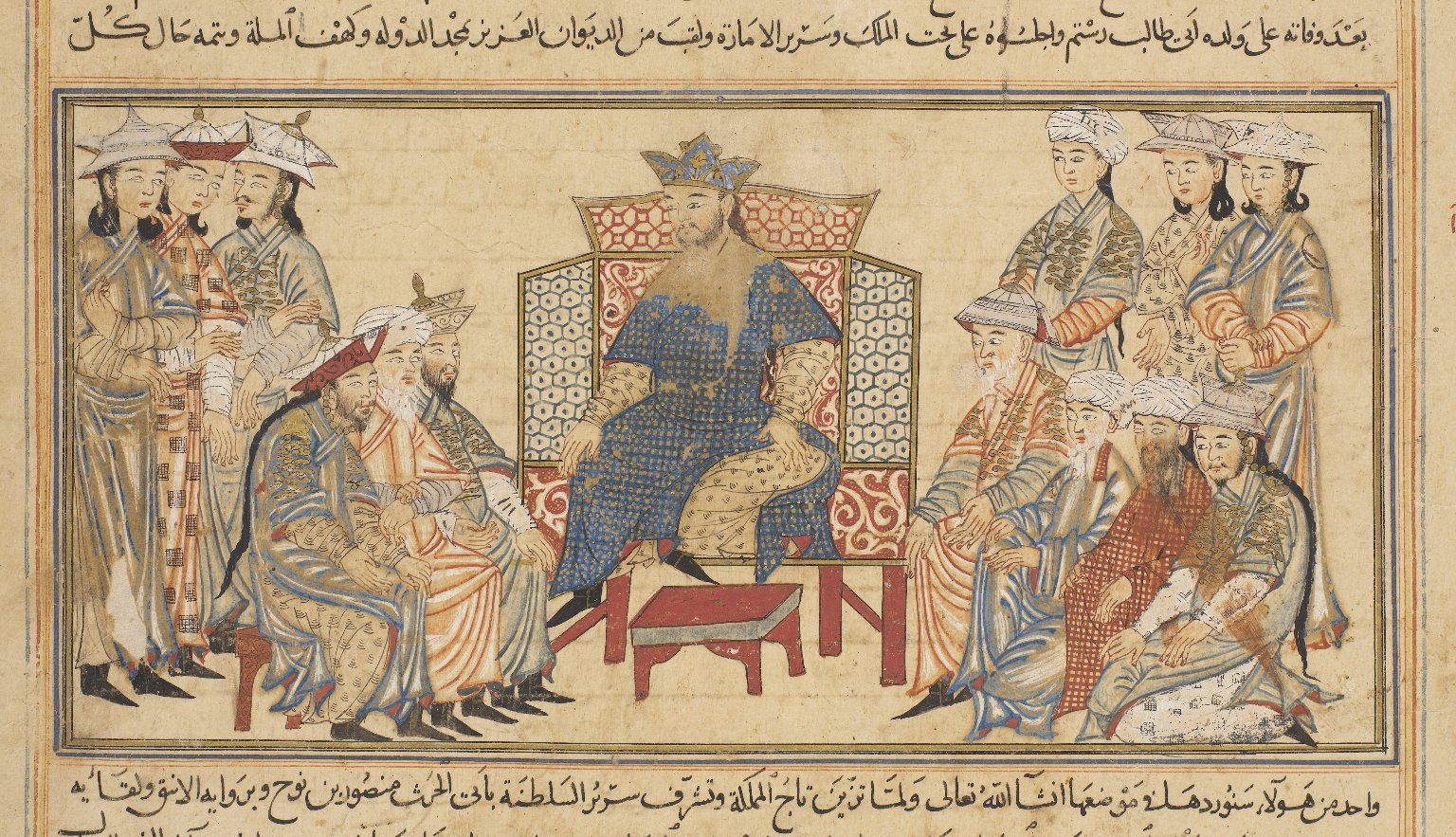
الحاكم الساماني منصور الأول (961-976).

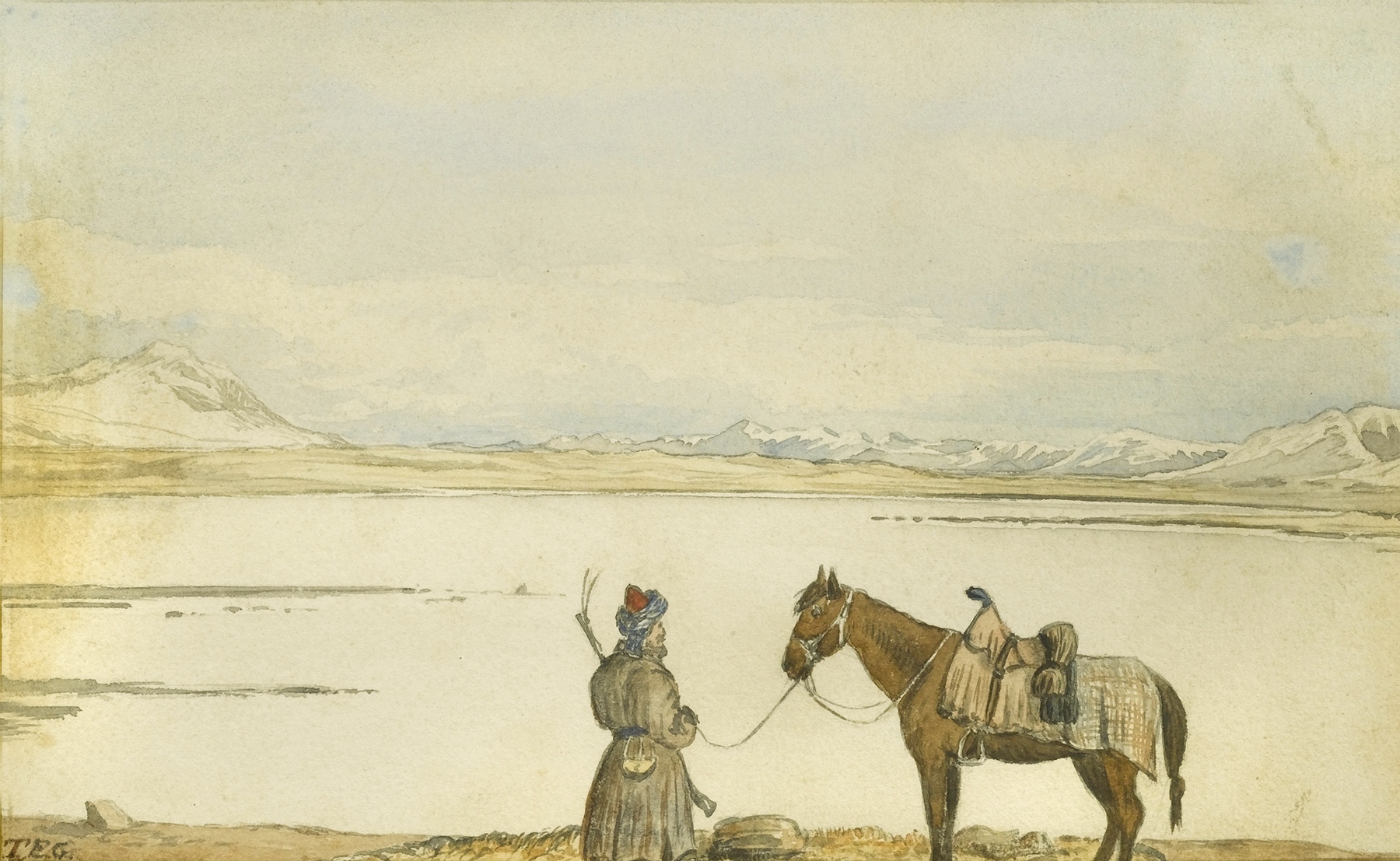
الرسم في القرن ال19 من بحيرة زوكل وساكن طاجيكي محلي.

تعود الثقافات في المنطقة إلى الألفية الرابعة قبل الميلاد تشمل العصر البرونزي مجمع أثري باكتريا-مارجيانا وثقافات الأندرونوفو والموقع الأثري سرازم (موقع تراث عالمي لليونسكو).
أقرب تاريخ مسجل في المنطقة يعود إلى حوالي سنة 500 قبل الميلاد عندما كان أغلب -إن لم يكن كلها- طاجيكستان الحديثة جزءا من الإمبراطورية الأخمينية.
وقد اقترح بعض الكتاب أيضا أنه في القرن السادس والسابع قبل الميلاد أجزاء من طاجيكستان الحديثة، بما في ذلك الأراضي في وادي زرافشان تشكل جزءا من كامبوجاز (قبيلة من العصر الحديدي الهندي) قبل أن تصبح جزءا من الإمبراطورية الأخمينية. بعد غزو المنطقة من قبل الإسكندر الأكبر أصبحت جزءا من المملكة الإغريقية البخترية الدولة التي ورثت إمبراطورية الاسكندر. شمال طاجيكستان (المدن خوجاند وبنجكنت) كانت جزءا من سوقديانا، مجموعة من الدويلات التي سيطر عليها القبائل البدوية السكوثيون واليوتشي حوالي 150 قبل الميلاد. مر طريق الحرير عبر المنطقة، وبعد غزوة المستكشف الصيني تشانغ تشيان في عهد الإمبراطور وو (141-87 قبل الميلاد) وازدهرت العلاقات التجارية بين مملكة هان الصينية وسوقديانا.
الدولة السامانية، والمعروفة أيضا باسم سلالة السامانيين، الإمارة السامانية، أو ببساطة السامانيين، وكانوا من السنة،  الحاكم من 819 إلى 999. وكان مركز إمبراطورية معظمها في خراسان وما وراء النهر أثناء وجودها، ولكن في أقصى حد لها، وشملت الإمبراطورية كل من أفغانستان اليوم، وأجزاء كبيرة من إيران وتركمانستان وأوزبكستان وطاجيكستان وقيرغيزستان وكازاخستان وباكستان.
تأسست الدولة السامانية التي كتبها أربعة أشقاء. نوح وأحمد ويحيى، وإلياس، وكل واحد منهم يحكم أراضيها تحت سلطة الخلافة العباسية. في 892، إسماعيل بن أحمد (892-907) وحّد الدولة السامانية تحت حاكم واحد، مما يضع على نحو فعال وضع حد للنظام الإقطاعي المستخدمة من قبل السامانيين. كما تم في عهده أن أصبحت السامانية مستقلة عن السلطة العباسية.
الإمبراطورية السامانية هو جزء من اللحن الفاصل الإيرانية، التي شهدت إنشاء ثقافة برزنت والهوية التي جلبت الكلام والتقاليد الإيراني في العالم الإسلامي. وهذا من شأنه أن يؤدي إلى تشكيل ثقافة توركو الفارسية.[تحقق من المصدر]
الترويج السامانيين الفنون، مما أدى إلى تقدم العلم والأدب، والعلماء وبالتالي جذب مثل رودكي، فردوسي، وابن سينا. في حين تحت السيطرة السامانية، وبخارى منافسا لبغداد في مجدها. علماء ملاحظة أن السامانيين أحيا أكثر الفارسي من البويهيين وسيفروس، مع الاستمرار في عاضد العربية إلى درجة أقل. في الفتوى الشهيرة، أعلنت السلطات السامانية أن «هنا، في هذه المنطقة، واللغة هي الفارسية، وملوك هذا المجال هم ملوك الفرس.»

### طاجيكستان الروسية
أدت الإمبريالية الروسية للغزو الإمبراطورية الروسية في آسيا الوسطى خلال عصر الإمبراطورية أواخر القرن ال19 وبين 1864 و1885 تولّت روسيا تدريجيّا السيطرة على كامل أراضي الروسية تركستان، الجزء طاجيكستان التي كانت تخضع لسيطرة إمارة بخارى، وخانات من كوكاند. وكانت روسيا مهتمة في الحصول على إمدادات من القطن وفي 1870 حاول تبديل زراعة في المنطقة من الحبوب إلى القطن (إستراتيجية نسخها في وقت لاحق وتوسيعه من قبل السوفييت). [بحاجة لمصدر] وبحلول 1885 كان إما حكم أراضي طاجيكستان من قبل الإمبراطورية الروسية أو دولة تابعة لها، إمارة بخارى، ومع ذلك الطاجيك شعرت النفوذ الروسي قليلا. [بحاجة لمصدر]
خلال أواخر القرن 19 تأسيس جديد ستؤسس نفسها باعتبارها حركة اجتماعية الإسلامية في جميع أنحاء المنطقة. على الرغم من أن التأسيس الـ جديد كانت مؤيدة للتحديث وليس بالضرورة مكافحة الروسي ينظر الروس حركة كتهديد. [بحاجة لمصدر] وطلب من القوات الروسية لاستعادة النظام خلال الانتفاضات ضد خانات من كوكاند بين 1910 و 1913. مزيد من وقع العنف في يوليو 1916 عندما هاجم المتظاهرون الجنود الروس في خوجاند على التهديد بالتجنيد القسري خلال الحرب العالمية الأولى. وعلى الرغم من القوات الروسية بسرعة جلب خوجاند تحت السيطرة، واستمرت الاشتباكات طوال العام في مواقع مختلفة في طاجيكستان. [بحاجة لمصدر]

### طاجيكستان السوفيتية

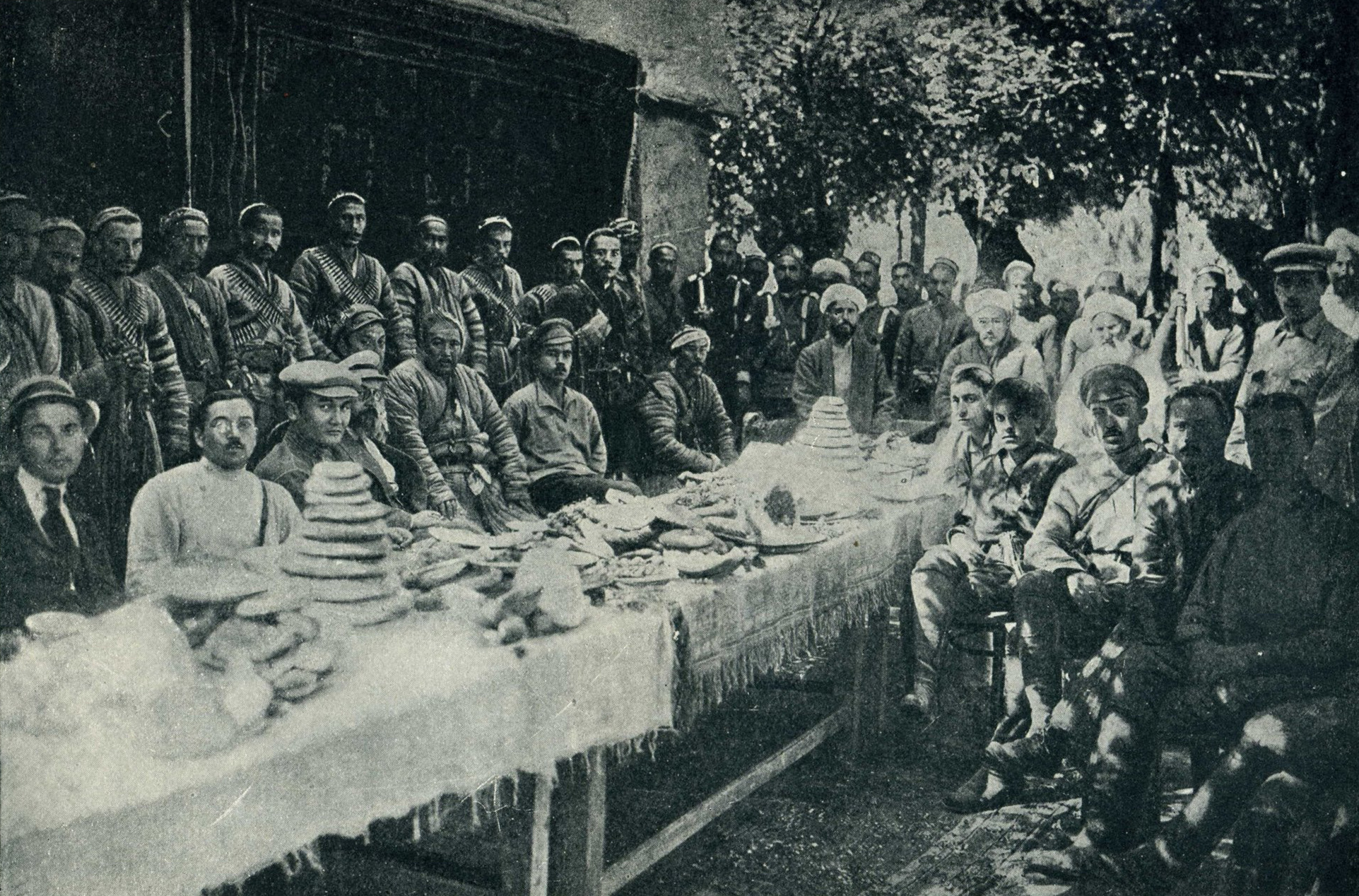
مفاوضات الاتحاد السوفيتي مع 1921

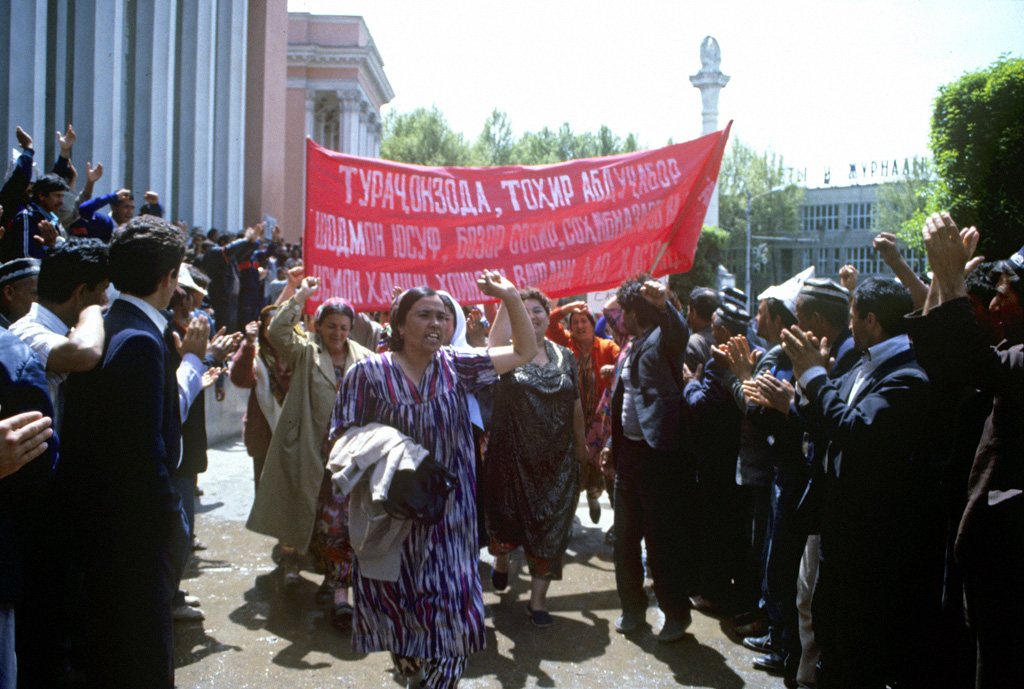
حشد من الرجال والنساء الطاجيكية في ساحة اوزودي في دوشانبي بعيد الاستقلال، عام 1992.

بعد الثورة الروسية عام 1917 حزب في جميع أنحاء آسيا الوسطى، والمعروفة باسم باسمك، شنت حربا ضد الجيوش البلشفية في محاولة غير مجدية للحفاظ على الاستقلال. سادت البلاشفة بعد حرب لمدة أربع سنوات، والتي أحرقت المساجد والقرى أسفل والسكان قمعها بشدة. بدأت السلطات السوفياتية حملة العلمنة، وممارسة الإسلام، اليهودية، والمسيحية بالإحباط وقمع، وأغلقت المساجد كثيرة، والكنائس، والمعابد اليهودية. ونتيجة لسياسات الصراع والزراعة السوفيتية، آسيا الوسطى، وشملت طاجيكستان، عانى من المجاعة التي تودي بحياة الكثيرين.
في عام 1924، تم إنشاء الجمهورية الطاجيكية السوفيتية الاشتراكية ذاتية الحكم السوفيتي كجزء من أوزبكستان، ولكن في عام 1929 تم فيها تأسيس الجمهورية الطاجيكية السوفيتية الاشتراكية (الطاجيكية) جمهورية المكونة منفصلة، ومع ذلك ظلت المدن الطاجيكية في الغالب العرقية من سمرقند وبخارى في أوزبكستان. بين عامي 1927 و 1934، استغرق التجميع الزراعي والتوسع السريع في إنتاج القطن مكان، وخاصة في المنطقة الجنوبية. جلبت سياسة التجميع السوفيتية العنف ضد الفلاحين ووقع إعادة التوطين القسري في جميع أنحاء طاجيكستان. ونتيجة لذلك، خاض بعض الفلاحين التجميع وإحياء حركة باسمك. حدث بعض التطور الصناعية الصغيرة أيضا خلال هذا الوقت جنبا إلى جنب مع التوسع في البنية التحتية للري.
أسفرت جولتين من عمليات التطهير السوفييتية إخراج موسكو (1927-1934 و 1937-1938) في طرد ما يقرب من 10,000 شخص من جميع مستويات الحزب الشيوعي في طاجيكستان. أرسلت أصل روسي في ليحلوا محل طرد وبعد ذلك الروس يهيمن مواقف الحزب على جميع المستويات، بما في ذلك المرتبة الأولى من السكرتير الأول. بين 1926 و 1959 ارتفعت نسبة الروس بين سكان طاجيكستان من أقل من 1٪ إلى 13٪. كان ببج غافوروف، السكرتير الأول للحزب الشيوعي في طاجيكستان خلال الفترة من 1946-1956 طاجيكستان السياسي سوموني الوحيد ذو الأهمية خارج البلاد خلال الحقبة السوفيتية. وتبعه في منصبه تورسون الجبيف (1956-1961)، جابر رسولوف (1961-1982)، وعلي رحمان نبييف (1982-1985، 1991-1992).
بدأ تجنيد الطاجيك  في الجيش السوفياتي في عام 1939 وخلال الحرب العالمية الثانية و شارك 260,000 من المواطنين الطاجيك ضد ألمانيا وفنلندا واليابان. بين 60000 (4٪) و 120،000 (8٪) من كان 1530000 المواطنين طاجيكستان قتلوا خلال الحرب العالمية الثانية. بعد الحرب، وجرت محاولات في عهد ستالين إلى مزيد من التوسع في الزراعة والصناعة من طاجيكستان. خلال حملة أراضي العذراء 1957-1958 نيكيتا خروشوف تركز الاهتمام على طاجيكستان، حيث الظروف المعيشية، تخلف التعليم والصناعة وراء الجمهوريات السوفييتية الأخرى. في 1980، شهدت طاجيكستان أدنى معدل المنزلية الموفرة في الاتحاد السوفيتي، على أقل نسبة من الأسر في اثنين من أعلى لكل فئات الدخل الفردي، وأدنى معدل من خريجي الجامعات لكل 1000 شخص. وبحلول أواخر 1980 والقوميين الطاجيكية تطالب بمزيد من الحقوق. والاضطرابات الحقيقية لا تحدث في الجمهورية حتى عام 1990. وفي العام التالي، انهار الاتحاد السوفياتي، وأعلنت طاجيكستان استقلالها.

### الاستقلال

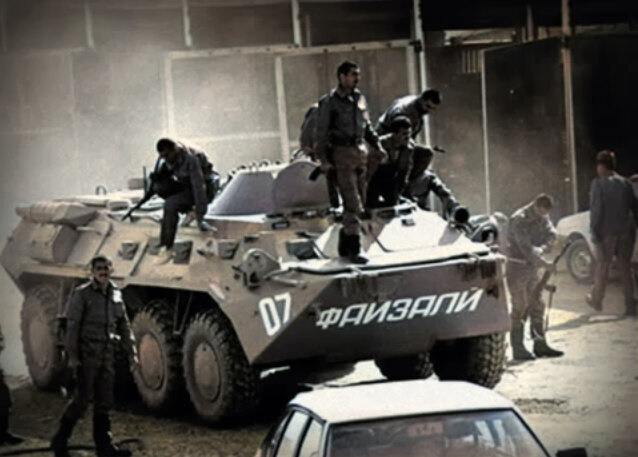
سبيتسناز جنود خلال الحرب الأهلية، 1992

سبقت الحرب الأهلية في طاجيستان مظاهرات واسعة وقعت في دوشنبه في فيراير/شباط عام 1990 مطالبة باستقالة قهار مخكاموف السكرتير الأول في الحزب الشيوعي الطاجيكي الذي انتخب في نوفمبر/تشرين الثاني للعام نفسه أول رئيس في طاجيكستان. فاجتمع أمام مبنى اللجنة المركزية للحزب الشيوعي ما يزيد عن 4 آلاف شخص ودخل بعضهم في المبنى وأضرم النار فيه. وفي مساء اليوم نفسه رد المتظاهرون على إطلاق النار من قبل رجال الشرطة بحرق المحلات التجارية والدكاكين والاكشاك. وشهدت دوشنبه في 13 فبراير/شباط توقف عمل المواصلات في المدينة والسكك الحديد والمعاهد والمدارس وروضات الأطفال ومكاتب البريد. كما توقفت الصحف والمجلات عن الصدور. وتحوّلت المظاهرات إلى مذابح وأعمال عنف تجاه أهالي المدينة من أصل روسي كبارا وصغارا.
شهدت طاجيكستان في زمن البيريسترويكا نهضة الحركة الإسلامية. وصعد إلى السلطة في البلاد بعد تفكك الاتحاد السوفيتي عام 1991 وإعلان الاستقلال رحمن نابييف من أهالي مدينة لينين آباد. لكن المعارضة الطاجيكية قامت بمحاولة الإطاحة به.
وقد جرت العادة في العهد السوفيتي أن يحتل مسؤولون من أهالي مدينة لينين آباد المناصب الإدارية الهامة وكان مسؤولون من أهالي مدينة كلاب يشغلون المناصب القيادية في أجهزة الأمن والشرطة. وحاول ممثلو الطوائف الأخرى من أهالي بدخشان وغيسار وغارم بعد إعلان استقلال طاجيكستان تغيير توزع المناصب الإدارية والقيادية في البلاد. وساعد في ذلك تعدد الأحزاب رغم أنه حمل طابعا شكليا لم يتم دعمه بإصدار قوانين. وقد قامت المعارضة على أساس طائفي وإقليمي. وشكل حزب النهضة الإسلامية نواة للمعارضة الطاجيكية التي انضم إليه أيضا الحزب الديمقراطي. أما أنصار الرئيس نابييف فأُطلقت عليهم تسمية «الشيوعيين الجدد» إذ أن ممثلي النخبة السوفيتية والشيوعية شكلوا أساسهم. وتمثلت الحرب الأهلية في طاجكستان في واقع الأمر بمواجهة بين شمال البلاد المتطور اقتصاديا والجنوب الزراعي.
- 1992: وانتقلت المواجهة في مايو/آيار عام 1992 إلى مرحلة النزاع الحاد. وقام المعارضون على مدى أشهر بمظاهرات الاحتجاج في الساحة الرئيسية للجمهورية بطلب استقالة ممثلي الحكومة. وكان أنصار الرئيس يواجهونهم بتنظيم المظاهرات المؤيدة له، ووقع أول حادث يوم 5 مايو/أيار في إحدى القرى الواقعة على مشارف مدينة دوشنبه حيث حاول أهاليها الحيلولة دون حضور أنصار الحكومة إلى المدينة. وأسفرت الاضطرابات التي أعقبت هذا الحادث عن سقوط المباني الحكومية في العاصمة والمطار والطرق المؤدية إليها في أيدي المعارضة. وتم في 11 مايو/أيار تشكيل حكومة الوفاق الوطني التي شغل ممثلو المعارضة فيها 8 مناصب بما فيها بعض المناصب الرئيسية.

لكن لم يؤد ذلك إلى إحلال السلام. فشهد جنوب البلاد في يونيو/حزيران عام 1992 اشتباكات مسلحة بين أنصار رئيس الجمهورية وتشكيلات المعارضة. وقد تم خرق وقف إطلاق النار الموقع بين الجانبين أكثر من مرة. وأسفرت المواجهة عن تشريد ما يربو على 140 ألف شخص. وأُوكلت إلى فرقة المشاة الروسية المرابطة بالجمهورية في ظل ذلك مهمة حراسة الأهداف الإستراتيجية الهامة. انتهى الأمر باستقالة الرئيس نابييف الذي هدد ضحايا الحرب الأهلية بالإعدام رمياً بالرصاص من قِبل المعارضين.
هكذا بدأت المواجهة التي أسفرت عن وقوع النزاع بين الطوائف والحرب الأهلية في البلاد اعوم 1992 – 1997. وذلك بمشاركة الجبهة الشعبية من أنصار الدولة العلمانية الممثلين للطوائف الجنوبية في إقليم هاتلون من جهة والمعارضة الطاجيكية الموحدة التي مثّلها إئتلاف الإسلاميين من أهالي إقليم غارما و«الديمقراطيين» من أهالي إقليم بدخشان الجبلي من جهة أخرى.
في أواخر سبتمبر/أيلول دخلت قوات الجبهة الشعبية المدعومة من قبل أوزبكستان وروسيا في مدينة كورغان تيوبه الطاجيكية بهدف الحيلولة دون أسلمة البلاد وصعود العناصر الإسلامية إلى السلطة، الأمر الذي كان من شأنه أن يخل بالتوازن الجيوسياسي في المنطقة. وشهدت العاصمة الطاجيكية في ديسمبر/كانون الأول عام 1992 دخول وحدات الجبهة الشعبية في دوشنبه واضطر المعارضين الذين تم دفعهم إلى أفغانستان المجاورة وشرق البلاد. وتولى إمام على رحمن منصب رئيس الحكومة الجديدة.
كما لم تشهد الحدود الطاجيكية الأفغانية التي كان الجنود الروس يحمونها هدوءً. وحاولت العناصر المسلحة في المعارضة الطاجيكية في ربيع عام 1993 خرق الحدود، وذلك بدعم من المجاهدين الأفغان.
- وحاولت المعارضة في عام 1994 تنشيط عملها. لكنها أخفقت في ذلك. وفشل عام 1995 هجوم المعارضة المنطلق من الأراضي لقاء يلتسين بإمام علي رحمن وممثلي المعاضة الأفغانية. وجرت في أبريل/نيسان في موسكو ومايو/أيار عام 1995 في كابول مفاوضات بين الحكومة الطاجيكية والمعارضة على مستوى عالي، حيث أسفرت عن توقيع اتفاق تمديد وقف إطلاق النار لمدة قصيرة. وشهدت فترة ما بين أبريل/نيسان عام 1994 ومايو/أيار عام 1995 8 جولات من المفاوضات بين جانبي النزاع. لكن زعماء المعارضة لم يتخذوا فيها مواقف واضحة بسبب الخلافات التي وقعت خلالها. وقد تم في 23 ديسمبر/كانون الأول عام 1996 في موسكو توقيع الاتفاقية من قبل رئيس الجمهورية إمام على رحمن وزعيم المعارضة الموحدة سعيد عبد الله نوري. وقضت الاتفاقية بضم ممثلي المعارضة إلى الحكومة وانخراط 4.5 فردا من مسلحيها في أجهزة الأمن الطاجيكية والعفو عن ألف 5.4 عضو في المعارضة.
- 1997: وتم توقيع اتفاقية الوفاق النهائي في الكرملين يوم 27 يونيو/حزيران علم 1997، وذلك في ختام الجولة التاسعة للمفاوضات بين الجانبين المتنازعين. وبقي بموجب الاتفاقية إمام على رحمن الممثل للسلطة العلمانية يتولى منصب رئيس الجمهورية. ومُنح قياديوا المعارضة مقابل ذلك الفرصة للانتخاب في البرلمان واحتلال مناصب المدراء في المرافق الإنتاجية الكبرى. أما جنود المعارضة فانخرطوا في صفوف الجيش الطاجيكي. ثم بدأت عملية عودة اللاجئين من أفغانستان.

وبدأ الوضع السياسي والعسكري في البلاد بعد توقيع اتفاقية الوفاق الوطني يستقر تدريجيا. لكن القائد الميداني محمود هودوي بيردي ممثل الجبهة الشعبية والمدعوم من قبل أوزبكستان لم يتوقف عن الصراع المسلح باستيلائه على مدينة كورغان تيوبه التي فرضت القوات الحكومية السيطرة عليها عام 1998 فقط. وتستمر بعض الفرق الصغيرة العدد التي لم توقع الاتفاقية في المقاومة. ومنها تشكيلات القائد الميداني مولو عبد الله التي لا تزال تسيطر منذ عام 2009 على بعض المناطق الجبلية النائية.

## الجغرافيا
طاجيكستان دولة غير ساحلية، وهي أصغر دولة في آسيا الوسطى.

### البحيرات
وتغطي البحيرات حوالي 2٪ من مساحة البلاد، وأشهرها ما يلي:
- خزان كايركوم (قيروقم) (صغد)
- إسكنديركول (جبال فان)
- كوليكالون (كول - كالون) (جبال فان)
- نوريك ريسرفوير (خاتلون)
- كاراكول (شرق بامير)
- ساريز (بامير)
- شاداو ليك (بامير)
- زوركول (بامير)

## الاقتصاد
يعتمد اقتصاد طاجيكستان على زراعة المحاصيل الزراعية منها القطن والخضروات والفواكه وإنتاج الألمنيوم العالي الجودة (أكثر من 400 ألف طن سنوياً).
ونظرا لأن طاجيكستان بلد جبلي، وبفضل ما يتوفر لديها من موارد مائية ضخمة، تحتل البلاد من حيث مخزوناتها من المياه المركز الثامن على مستوى العالم والمركز الأول على مستوى دول آسيا الوسطى وتمر عبر أراضيها 65% من موارد المياه في منطقة آسيا الوسطى.
وتصل القدرة الإنتاجية للطاقة المتجددة من مخزونات الموارد المائية في طاجيكستان 527 مليار كيلووات سنويا، بيد أن البلاد لا تستغل عمليا من هذه الموارد الضخمة إلا بنسبة 6% فقط. فعليه، تعطي الحكومة الطاجيكية الأولوية في استغلال هذه الموارد ببناء المحطات المائية لإنتاج الطاقة الكهربائية لتلبية الاحتياجات الداخلية وتصدير الفائض منها إلى أفغانستان وباكستان وإيران وغيرها من الدول المجاورة.
المحاصيل الزراعية: القمح، الشعير، القطن (من أجود أنواع القطن)، الخضروات، الفواكه، الحمضيات.
- الثروة الحيوانية: الماشية، الأغنام، الماعز، الأبقار، الياق، الخيول.
-	الثروة المعدنية: الفحم، الزنك، الرصاص، الحديد، البزموت، الزئبق، اليورانيوم،
- الذهب، الفضة، الأحجار الكريمة، حقول النفط والغاز.
- الصناعات: الألومنيوم، منسوجات القطن والحرير، الصناعات الغذائية، الأسمنت
لا يزال القطاع العام قطاعا رئيسيا في اقتصاد طاجيكستان. وتسيطر الدولة على قسم كبير من المؤسسات الصناعية الكبرى.
إلا أن طاجيكستان تُعد في الوقت الحاضر بلدا غير مستقر اقتصاديا يتّسم بتنوّع ضعيف للزراعة، عِلماً أنَّ نسبة كبيرة من سكانها مشغولة بالزراعة. وتعتبر 6% من الأراضي الزراعية فقط صالحة للزراعة.
وتواجه جميع فروع الاقتصاد كساداً ناجماً عن الحرب الأهلية وهجرة الخبراء الأكفّاء. ويعتمد اقتصاد البلاد إلى حد كبير على أموال يجلبها المهاجرون . وقد بلغ تعداد المواطنين الطاجيك الذين يعملون في روسيا مليون مهاجر.
تمتلك طاجيكستان مكامن الفضة الضخمة إلى جانب مكامن الأحجار الكريمة واليورانيوم الذي تُشكّل احتياطياته بحسب بعض المعطيات نسبة 16 % من إجمالي الاحتياطيات العالمية والفحم والالمنيوم والذهب وغيرها من المعادن، الأمر الذي يشجّع قيادة الجمهورية على تطوير صناعة التعدين. بالإضافة إلى استخراج الغاز الطبيعي في وادي نهري وخش وغيسار.
يُشكّل بيع الألومنيوم المُستخرَج في الجمهورية نصف الإيرادات الناجمة عن التصدير. ويأتي تصدير القطن الذي كان علامة تجارية طاجيكية إبان الحكم السوفييتي في المرتبة الثانية.

## النقل والمواصلات

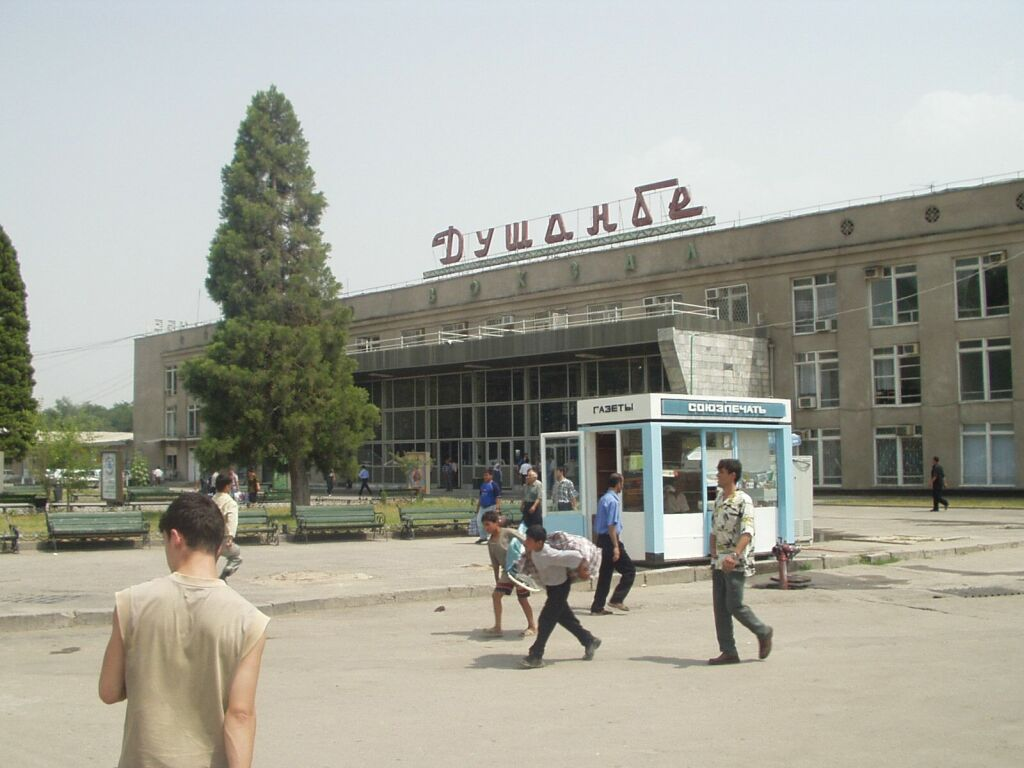
محطة السكك الحديدية دوشنبه

في عام 2013 طاجيكستان، على غرار العديد من البلدان الأخرى في آسيا الوسطى، والتي تعاني من تطور كبير في قطاع النقل فيها.
بما أنه بلد غير ساحلي ليس لدى طاجيكستان الموانئ وغالبية النقل عبر الطرق، والهواء، والسكك الحديدية. في السنوات الأخيرة انتهجت طاجيكستان اتفاقيات مع إيران وباكستان للحصول على الوصول إلى الميناء في تلك البلدان عن طريق أفغانستان. في عام 2009، تم التوصل إلى اتفاق بين طاجيكستان وباكستان وأفغانستان لتحسين وبناء 1300 كم (810 ميل) الطرق السريعة والسكك الحديدية نظام يربط بين الدول الثلاث إلى الموانئ الباكستانية. إن الطريق المقترح تذهب من خلال مقاطعة غورنو بدخشان المتمتعة بالحكم الذاتي في الجزء الشرقي من البلاد. وفي عام 2012، وقع رؤساء طاجيكستان وأفغانستان وإيران اتفاقا لبناء الطرق والسكك الحديدية وكذلك النفط والغاز، وخطوط أنابيب المياه لربط الدول الثلاث.

### السكك الحديدية

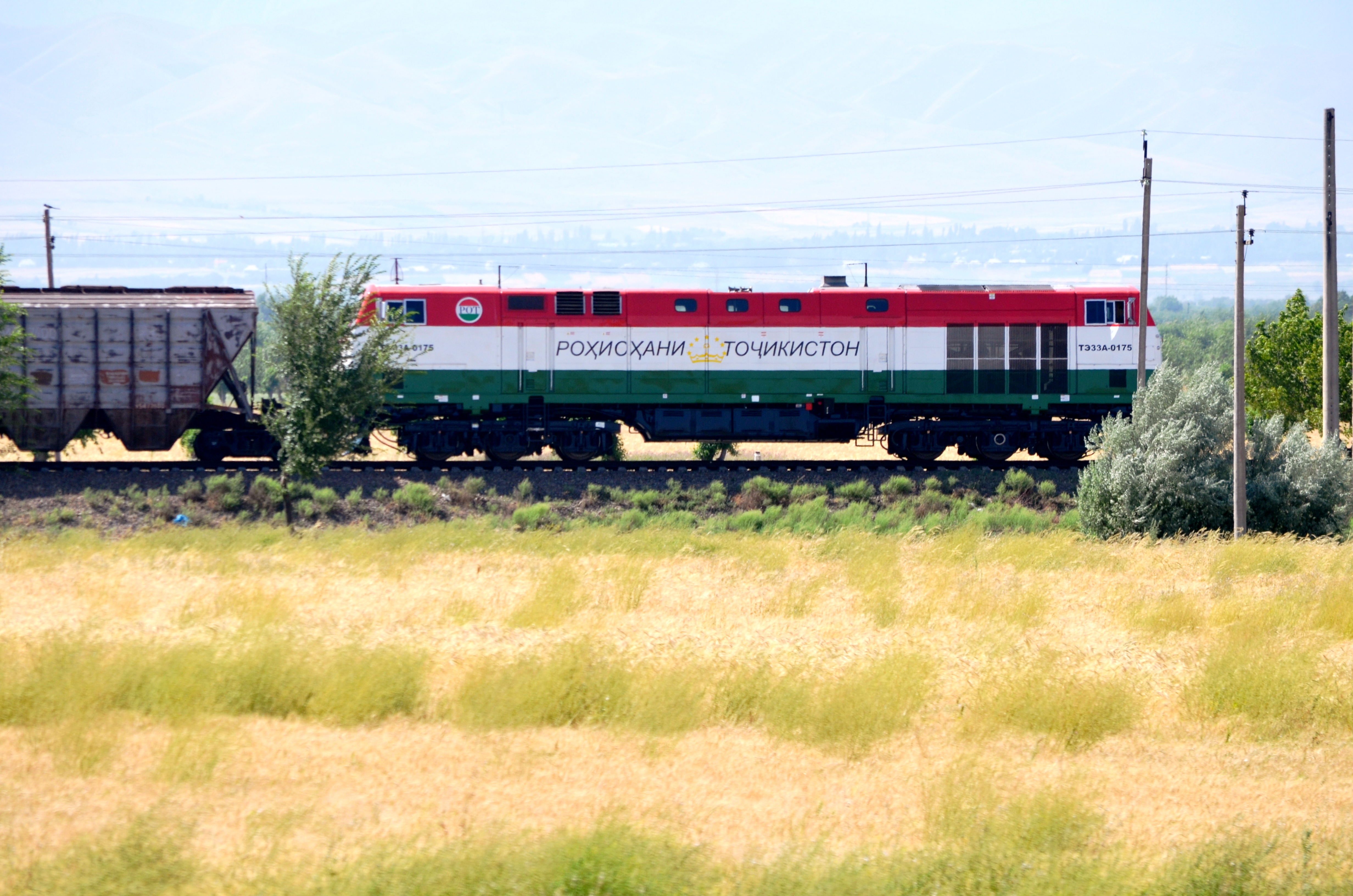
قطار السكك الحديدية الطاجيكية

النقل بالسكك الحديدية في طاجيكستان محدودة، حيث أن النظام السكك الحديدية يبلغ فقط 680 كيلومتر (420 ميل) من غير المكهربة والسكك الحديدية واحد المسار، كل ذلك 1520 مم (4 قدم 11 27/32 في) مقياس واسع. نظام يربط بين المراكز الحضرية الرئيسية في غرب طاجيكستان مع نقاط في أوزبكستان المجاورة. في عام 1999 توصيل خط جديد المدن الجنوبية قرغنتبا وقلوب. في عام 2016، توصيل خط آخر المدينتين إلى العاصمة دوشنبه، وبالتالي ربط شبكات السكك الحديدية الجنوبية والوسطى معا. الفرع الشمالي حول خوجاند يبقى قطع جسديا من هذا شبكة السكك الحديدية الطاجيكية الرئيسية، يمكن الوصول إليها إلا من خلال عبور طويلة عبر أوزبكستان. اعتبارا من عام 2016، لا تزال خدمة الركاب محدودة لقطارات نادرة الدولية من دوشانبي وخجند إلى موسكو، وكذلك خدمة محلية يومية بين دوشانبي وبخطابد.

### الهواء

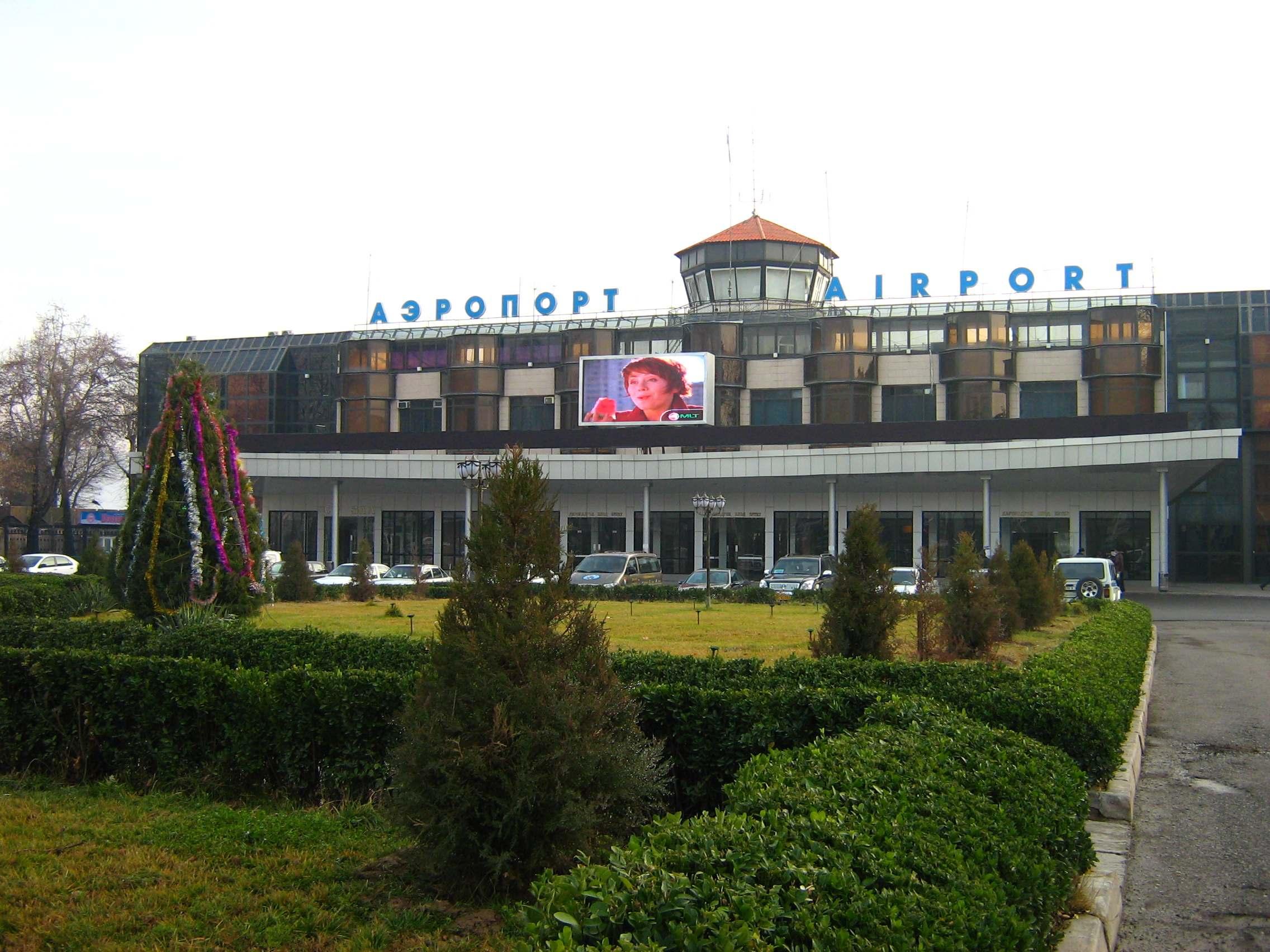
مبنى المطار القديم في مطار دوشنبه الدولي

في عام 2009 كان لطاجيكستان 26 من المطارات، 18 منها كان مدارج معبدة، اثنان منها كان مدارج أطول من 3000 متر. المطار الرئيسي في البلاد هو مطار دوشنبه الدولي واعتبارا من أبريل عام 2015، كان من المقرر أن يقوم بانتظام رحلات إلى المدن الكبرى في روسيا وآسيا الوسطى، وكذلك دلهي ودبي وفرانكفورت وإسطنبول وكابول وطهران وأورومتشي وغيرها. وهناك أيضا الرحلات الدولية، وذلك أساسا إلى روسيا من مطار خوجاند في الجزء الشمالي من البلاد، فضلا عن الخدمات الدولية المحدودة من مطار قلوب، ومطار قرغنتبا الدولية. يبعد مطار خوروغ مطار المحلية، وكذلك المطار الوحيد في النصف الشرقي غير كثيفة السكان في البلاد.
طاجيكستان لديها اثنين من شركات الطيران الكبرى (سومون الهواء والطاجيكية للطيران) والخدمات أيضا أكثر من اثني عشر شركات طيران أجنبية.

### الطريق
ويبلغ طول الطرق في البلاد هو 27800 كيلومترا. وتمثل السيارات لأكثر من 90٪ من إجمالي حجم نقل الركاب وأكثر من 80٪ من نقل البضائع المحلية.
في عام 2004 تم بناء جسر بين أفغانستان وطاجيكستان، وتحسين وصول البلاد إلى جنوب آسيا. تم بناء الجسر من قبل الولايات المتحدة.
اعتبارا من 2014 العديد من مشاريع الطرق السريعة وبناء نفق قيد التنفيذ أو تم الانتهاء مؤخرا. وتشمل المشاريع الكبرى تأهيل دوشانبي - شانك (الحدود الأوزبكية)، دوشانبي - كولما (الحدود الصينية)، وكورغان أنابيب - نيجني بيانج (الحدود الأفغانية) الطرق السريعة وبناء الأنفاق تحت الممرات الجبلية من نذوب، شخرصتا، شار شار وكرمزك. ودعمت هذه من قبل الدول المانحة الدولية.

## التركيبة السكانية

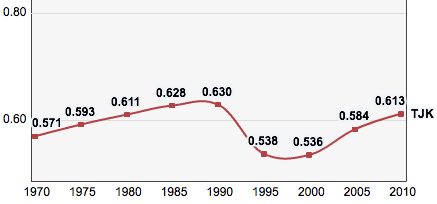
طاجيكستان: اتجاهات مؤشر مؤشر التنمية البشرية لعام 1970-2010.

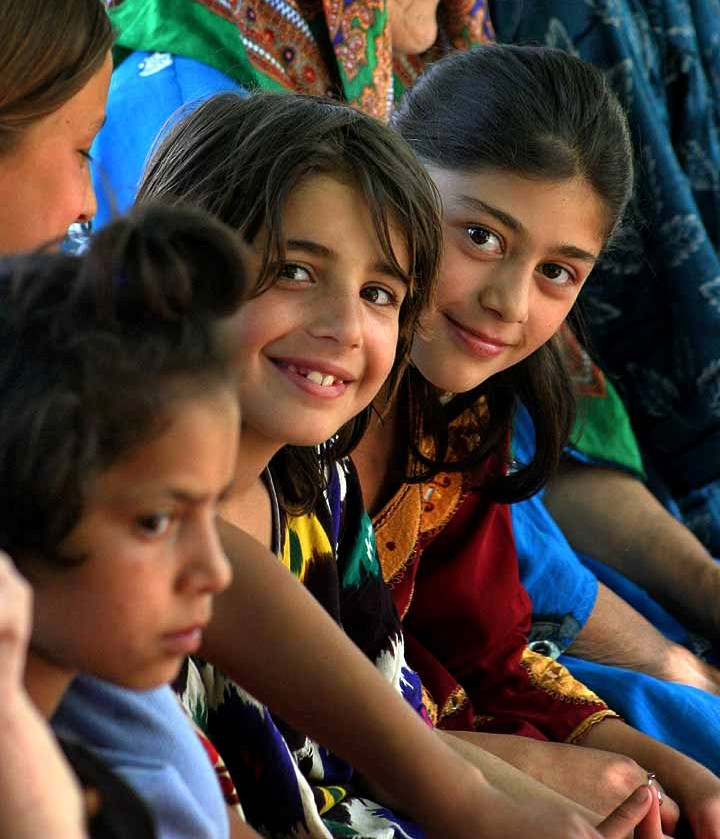
مجموعة من الأطفال الطاجيكية.

طاجيكستان يبلغ عدد سكانها 7349145 (يوليو 2009 بتوقيت شرق الولايات المتحدة) منها 70٪ تحت سن 30 و 35٪ ممن تتراوح أعمارهم بين 14 و 30 الطاجيك الذين يتحدثون (الطاجيكية) هي الجماعة العرقية الرئيسة، على الرغم من أن هناك أقليات كبيرة من الأوزبك والروس، الذين تراجع بسبب الهجرة الأرقام. تعتبر الباميريون بدخشان، يبلغ عدد سكانها قليل من الناس يغنب، وأقلية كبيرة من الإسماعيليين عن الانتماء إلى مجموعة أكبر من الطاجيك. ودعا جميع المواطنين من طاجيكستان الطاجيكستانيين.
في عام 1989، جعلت من أصل روسي في طاجيكستان بزيادة 7.6٪ من السكان، لكنها الآن أقل من 0.5٪، بعد دفعت الحرب الأهلية الهجرة الروسية. انخفض عدد السكان العرقي الألماني طاجيكستان أيضا بسبب الهجرة وكان 38853 في عام 1979، وأنه قد اختفى تقريبا منذ انهيار الاتحاد السوفياتي.
اللغة الرسمية والعامية طاجيكستان هي الطاجيكية على الرغم من أن يستخدم الروسية بشكل روتيني في مجال الأعمال التجارية والاتصالات. ذكر الدستور الروسي باسم «لغة الاتصال بين الأعراق»، ولكن كان يعتقد تعديلا صدر في 2009 لإزالة الأدوار الرسمية جميع الروسي، ولكن تم توضيح ذلك في وقت لاحق أن الوضع كان في وقت لاحق إعادة إنخراطه وعاد الروسي لمكانتها، لكونها لغة يجوز سن القوانين، على الرغم من أن جميع البلاغات الرسمية أن رسميا لأول مرة تجري في طاجيكستان.
وعلى الرغم من فقرها، طاجيكستان لديها نسبة عالية من الأمية بسبب النظام السوفياتي القديم من التعليم المجاني، مع ما يقدر ب 99.5٪ من السكان لديها القدرة على القراءة والكتابة. الغالبية العظمى من السكان تتبع المذهب السني.
في عام 2009 عملت ما يقرب من مليون رجل الطاجيكية والعديد من النساء في الخارج (وخصوصا في روسيا). أكثر من 70٪ من السكان الإناث تعيش في القرى التقليدية.

### الديانة
| الدين في طاجيكستان | الدين في طاجيكستان | الدين في طاجيكستان | الدين في طاجيكستان | الدين في طاجيكستان |
| ------------------ | ------------------ | ------------------ | ------------------ | ------------------ |
|                    |                    |                    |                    |                    |
| الإسلام            | الإسلام            |                    | 99%                | 99%                |
| البعض/غير معروف    | البعض/غير معروف    |                    | 1%                 | 1%                 |

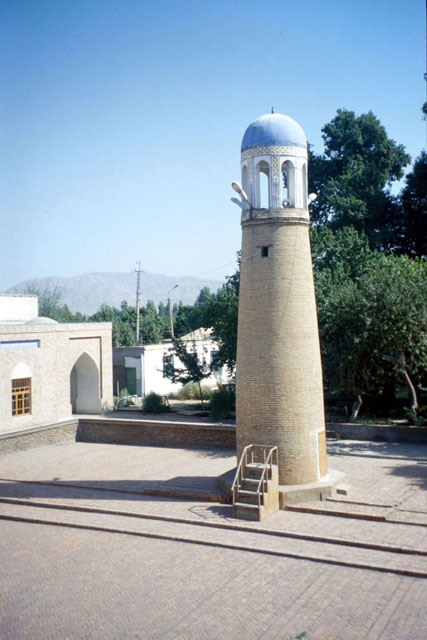
مسجد في اسفرة.

الإسلام هو الديانة الأكثر انتشارا في طاجيكستان ويشكل المسلمين 98% يشكل السنة منهم ما يقارب 90% من والشيعة 3%، بينما 7% هم مسلمون بلا طائفة، كما يوجد هناك من يدينون بالمسيحية الأرثوذكسية الروسية، إضافة لمجموعات مسيحية أخرى وأقلية يهودية.
وقد تم الاعتراف بالمذهب الحنفي كمذهب رسمي من قبل الحكومة منذ عام 2009. وتعتبر طاجيكستان نفسها دولة علمانية مع الدستور الذي ينص على حرية الدين. أعلنت الحكومة اثنين من الأعياد الإسلامية، عيد الفطر وعيد الأضحى، والعطل الرسمية في الدولة. ووفقا لبيان وزارة الخارجية الأمريكية ومجموعة أبحاث بيو، فإن عدد سكان طاجيكستان هو 98٪ مسلم. ما يقرب من 87٪ -95٪ منهم هم من السنة وما يقرب من 3٪ من الشيعة وما يقرب من 7٪ من المسلمين غير طائفي. 2٪ المتبقية من السكان هم من أتباع الروسية الأرثوذكسية والبروتستانتية والزرادشتية والبوذية. والغالبية العظمى من المسلمين يصومون خلال شهر رمضان، على الرغم من أن حوالي الثلث فقط في الريف و 10٪ في المدن مراقبة الصلاة اليومية والقيود الغذائية.
عاش اليهود البخاريين في طاجيكستان منذ القرن2 قبل الميلاد، ولكن اليوم لم يتبقى منهم الكثير. في 1940، والجالية اليهودية في طاجيكستان تحصي بما يقرب من 30,000 شخص. معظمهم كانوا من اليهود البخاريين الناطقين بالفارسية الذين عاشوا في المنطقة منذ آلاف السنين جنبا إلى جنب مع اليهود الأشكناز من أوروبا الشرقية الذين أُعيد توطينهم هناك في الحقبة السوفيتية. والآن يقدّر عدد السكان اليهود أقل من 500، نصفهم تقريبا يعيشون في دوشانبي.
العلاقات بين الجماعات الدينية ودية عموما، على الرغم من أن هناك بعض القلق بين زعماء الطوائف الإسلامية من أن الأقليات الدينية تقوض وحدة وطنية. هناك قلق بالنسبة للمؤسسات الدينية تصبح نشطة في المجال السياسي. الحزب الإسلامي النهضة (الحزب الثوري المؤسسي)، وهو مقاتل كبير في الحرب الأهلية 1992-1997 وآنذاك دعاة إنشاء دولة إسلامية في طاجيكستان، لا يشكل أكثر من 30٪ من الحكومة من قبل النظام الأساسي. العضوية في حزب التحرير، وهو حزب إسلامي متشدد اليوم الذي يهدف لإسقاط الحكومات العلمانية وتوحيد الطاجيك تحت دولة إسلامية واحدة، غير قانوني والأعضاء هم عرضة للاعتقال والسجن. أعداد المساجد الكبيرة المناسبة لأداء صلاة الجمعة محدودة وبعض من بأن هذا هو تمييزي.
وبموجب القانون، يجب أن الجماعات الدينية تسجيل من قبل لجنة الدولة للشؤون الدينية ومع السلطات المحلية. تسجيل مع يتطلب ميثاق الأمم المتحدة، لائحة من 10 أو أكثر من أعضاء، والأدلة من موقع الصلاة على موافقة الحكومة المحلية الموقع. لا يسمح للجماعات الدينية الذين لم يكن لديك الهيكل المادي لجمع علنا للصلاة. يمكن عدم التسجيل يؤدي إلى فرض غرامات كبيرة وإغلاق مكان للعبادة. هناك تقارير تفيد بأن التسجيل على المستوى المحلي من الصعب أحيانا الحصول عليها. ويحظر على من هم دون سن ال 18 أيضا من الممارسات الدينية العامة.

## الرعاية الصحية
وعلى الرغم من الجهود المتكررة من قبل الحكومة الطاجيكية لتحسين وتطوير الرعاية الصحية، لا يزال نظام متطور للغاية والفقراء، مع نقص حاد في المستلزمات الطبية. وذكرت وزارة الدولة العمل والرعاية الاجتماعية أن 104272 معاق مسجلون في طاجيكستان (2000). هذه الفئة من الناس تعاني أكثر من غيرها من الفقر في طاجيكستان. واعتبرت حكومة طاجيكستان والبنك الدولي لدعم أنشطة هذا الجزء من السكان وصفها في ورقة إستراتيجية الحد من الفقر التابعة للبنك الدولي. وكان الإنفاق العام على الصحة في 1٪ من الناتج المحلي الإجمالي في عام 2004.
ويقدر متوسط العمر المتوقع عند الولادة 66.38 سنة في عام 2012. كان معدل وفيات الرضع حوالي 37 حالة وفاة لكل 1000 طفل في عام 2012. في عام 2011، كان هناك 170 طبيبا لكل 100,000 شخص.
في عام 2010 شهدت البلاد تفشي شلل الأطفال التي تسببت في أكثر من 457 حالة إصابة بشلل الأطفال في كل من الأطفال والبالغين، وأسفرت عن 29 حالة وفاة قبل السيطرة عليه.

## التعليم

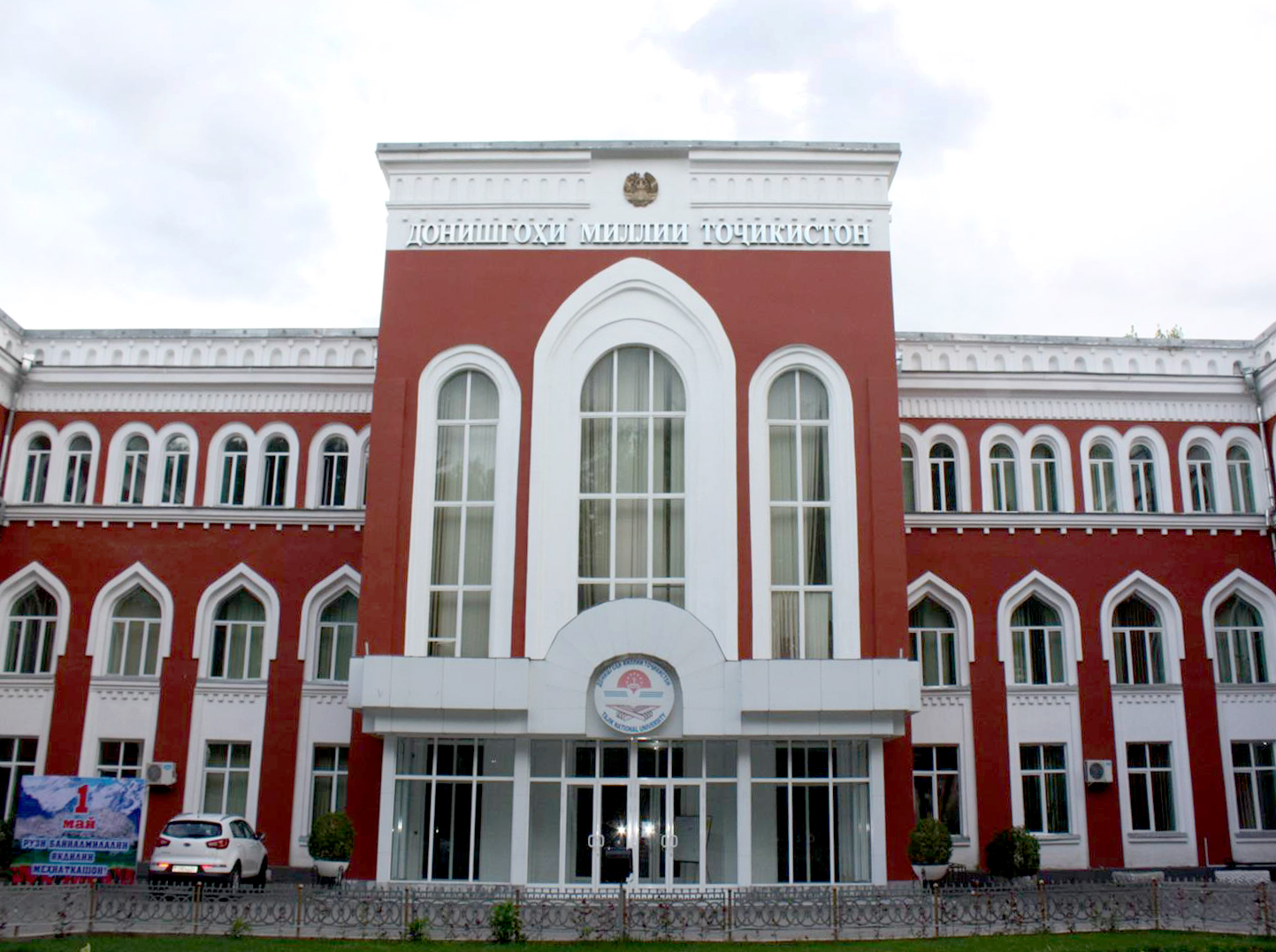
جامعة طاجيكستان الوطنية في دوشانبي.

التعليم العام في طاجيكستان يتكون من 11 سنة من التعليم الابتدائي والثانوي. لكن الحكومة لديها خطط لتنفيذ نظام لمدة 12 عاماً في عام 2016. وهناك عدد كبير نسبياً من مؤسسات التعليم العالي بما في ذلك جامعة ولاية خوجاند التي لديها 76 إدارة في 15 كلية، جامعة ولاية طاجيكستان للقانون، والأعمال التجارية، والسياسة، جامعة ولاية خروجه، جامعة الزراعة في طاجيكستان، جامعة طاجيكستان الوطنية، والعديد من المؤسسات الأخرى. وأنشئت معظم الجامعات خلال حقبة الاتحاد السوفياتي. اعتبارا من عام 2008 كانت نسبة الالتحاق بالتعليم العالي 17٪، وهذا أقل بكثير من المتوسط العالمي 37٪. ترك العديد من الطاجيك نظام التعليم بسبب انخفاض الطلب في سوق العمل للأشخاص الذين يعانون التدريب التربوي واسعة النطاق أو المهارات المهنية.
وكان الإنفاق العام على التعليم المستمر نسبيا بين 2005-2012 وتراوحت من 3.5٪ إلى 4.1٪ من الناتج المحلي الإجمالي أقل بكثير من متوسط منظمة التعاون والتنمية من 6٪. وذكرت الأمم المتحدة أن مستوى الإنفاق كان «غير كاف بشدة لتلبية متطلبات نظام التعليم العالي احتياجات البلاد.»
ووفقا لإحصائيات اليونيسف، تفشل حوالي 25 بالمائة من الفتيات في طاجيكستان في استكمال التعليم الابتدائي الإلزامي بسبب الفقر والتحيز الجنسي، على الرغم من أن محو الأمية عالية عموما في طاجيكستان، تقديرات من أطفال المدارس تتراوح بين 4.6٪ إلى 19.4٪ مع الغالبية العظمى من الفتيات.
جاءت طاجيكستان في المركز 111 في مؤشر الابتكار العالمي عام 2023. وتقدّمت للمركز 107 وفق مؤشر 2024.

## الرياضة

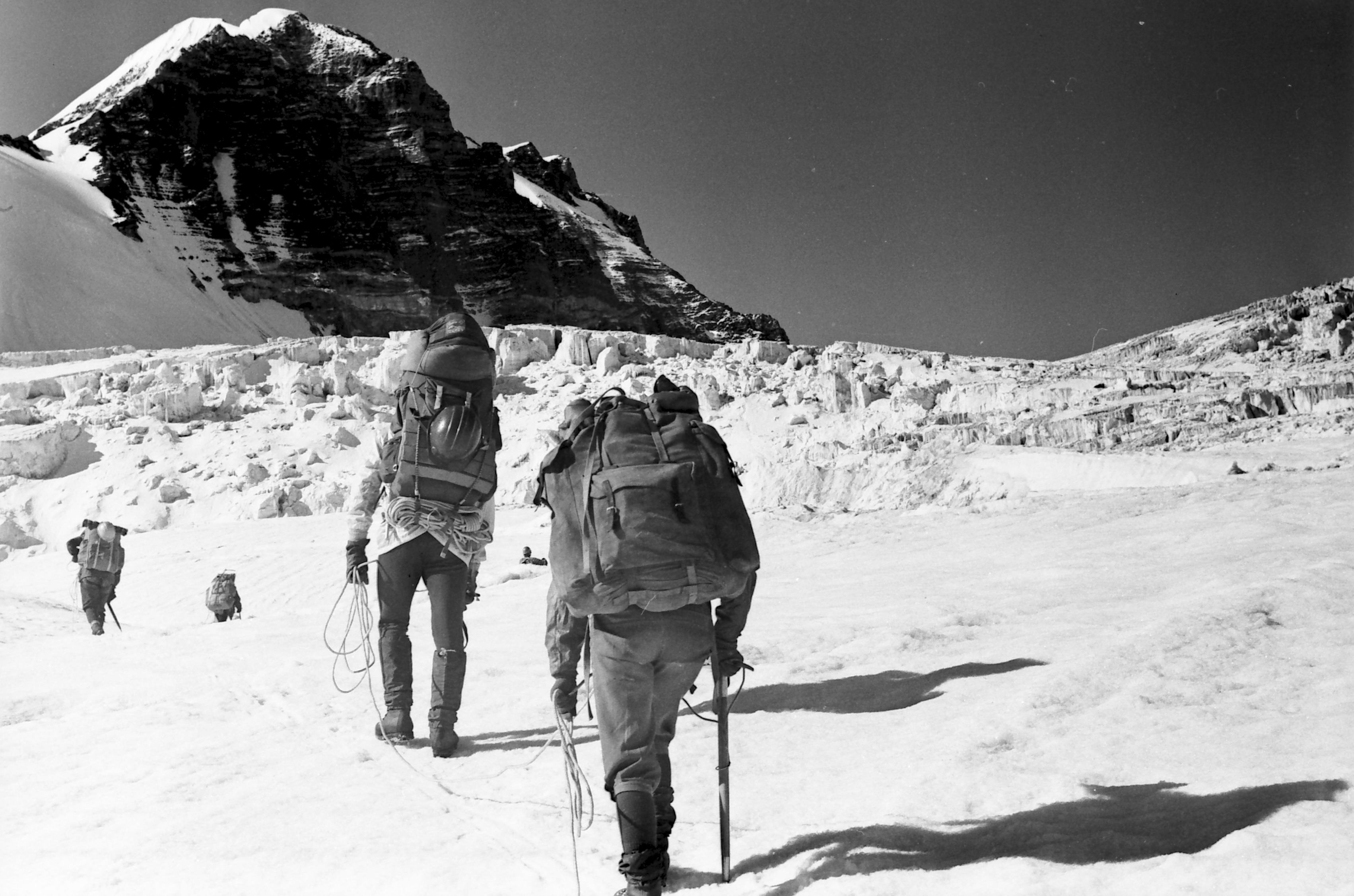
طاجيكستان هي وجهة شعبية بين المتسلقين. 1982 بعثة إلى تارتو 350.

الرياضة الوطنية من طاجيكستان جوشتين، وهو شكل من أشكال المصارعة التقليدية.
رياضة شعبية أخرى هي بدكش، لعبة لعبت على ظهور الخيل، مثل لعبة البولو. واحد يلعب على فرق المرء و. والهدف من اللعبة هو للاستيلاء على 50 كجم الماعز القتلى، وركوب واضح من لاعبين آخرين، نعود إلى نقطة البداية وأسقطه في دائرة معينة. يمارس أيضا في أفغانستان وقرغيزستان وكازاخستان وأوزبكستان وتركمانستان. وكثيرا ما لعبت في احتفالات نوروز.
توفر الجبال طاجيكستان العديد من الفرص لممارسة الرياضة في الهواء الطلق، مثل تسلق المرتفعات وركوب الدراجات الجبلية، وتسلق الصخور والتزلج على الجليد والمشي لمسافات طويلة، وتسلق الجبال. مرافق محدودة، ولكن. تسلق الجبال وجولات المشي لمسافات طويلة إلى فن وجبال بامير، بما في ذلك القمم 7000 م في المنطقة، ويتم تنظيم موسميا من قبل وكالات جبال الألب المحلية والدولية.
كرة القدم هي رياضة شعبية في طاجيكستان. يتنافس المنتخب الوطني لكرة القدم طاجيكستان في مسابقات الفيفا والاتحاد الآسيوي. الأندية الكبرى في طاجيكستان تتنافس في دوري الطاجيكية واقوى الأندية الرياضية لكرة القدم في طاجيكستان هو نادي استقلال دوشنبه الذي تأهل إلى نهائي كأس الاتحاد الآسيوي لكنه خسر المباراة النهائية الذي اقيمت على ارضه في طاجيكستان بنتيجة 1-0 إمام فريق القوة الجوية العراقي في نسخة عام 2016/2017.
تم تشكيل الاتحاد طاجيكستان كريكيت في عام 2012 كهيئة تشريعية لرياضة الكريكيت في طاجيكستان. منحت العضوية التابعة لمجلس الكريكيت الآسيوي في العام نفسه.
اتحاد الرجبي في طاجيكستان هي رياضة بسيطة لكنها متنامية.
وقد فاز أربعة رياضيين طاجيكي الميداليات الاولمبية لبلادهم منذ الاستقلال. وهم: مصارع يوسف أبدوسالوموف (الفضية في بكين 2008)، لاعب الجودو رسول بوكيف (برونزية في بكين 2008)، الملاكم مفزونا شريفة (البرونزية في لندن 2012) ومطرقة قاذف ديلشود نازاروف (الذهب في ريو دي جانيرو عام 2016) .

## أشخاص بارزون
- يوسف عبدالسلاموف، صاحب الميدالية الأولمبية الفضية ، مصارع.
- محمد بن موسى الخوارزمي، الرياضيات، الفلك، الجغرافيا.
- إسماعيل الساماني، من أول مؤسسي دولة طاجيكستان في القرن السابق.
- الملاكم شيالي دوستييف